# Maladie non transmissible
Une maladie non transmissible (en abrégé MNT) est une maladie non infectieuse et non transmissible entre personnes. Les MNT peuvent être chroniques et à progression lente, ou aiguës et conduire à une mort plus rapide comme certains types d’accidents vasculaires cérébraux (AVC). Les MNT comprennent : les maladies auto-immunes, les maladies cardio-vasculaires, les AVC, beaucoup de cancers, l’asthme, le diabète, les insuffisances rénales chroniques, l’ostéoporose, la maladie d’Alzheimer, les cataractes, etc.
Selon l'Organisation mondiale de la santé, l'épidémie mondiale de MNT est devenue la première cause de mortalité et de surmortalité dans le monde : en 2016, environ 40,5 millions (71 %) des 56,9 millions de décès dans le monde étaient dus à des maladies non transmissibles, et le vieillissement de la population n'explique qu'une partie de cette tendance,. Certains modes de vie et l'environnement sont des facteurs de risque connus pour certaines MNT. Au moins 5 millions de personnes meurent annuellement du tabagisme et environ 2,8 millions meurent chaque année de surpoids et d'obésité. L'excès de cholestérol causerait 2,6 millions de morts, et 7,5 millions de personnes meurent à cause d’hypertension artérielle . 
L'ONU et l'OMS parlent maintenant d'épidémie et visent en 2018 une réduction de 30 % des décès prématurés induits par les maladies chronique non transmissibles d'ici 2030 (cancers, maladies cardiovasculaires, diabète...), mais en 2018 plus de la moitié des pays n'ont pas de stratégie le permettant selon les épidémiologistes.  
Pour réduire d'un tiers cette mortalité, il serait nécessaire de réduire considérablement la consommation de tabac et d'alcool et les problèmes de tension artérielle, et aussi d'offrir à tous un accès équitable aux mesures et soins préventifs et curatifs efficaces et de qualité, pour les MNT aiguës et chroniques.

## Statistiques (OMS)

Mortalité par maladies non transmissibles (MNT), par million de personnes (en 2012)
688-2,635
2,636-2,923
2,924-3,224
3,225-3,476
3,477-4,034
4,035-4,919
4,920-5,772
5,773-7,729
7,730-8,879
8,880-13,667

En 2005, la moitié des 35 millions de morts de MNT avaient moins de 70 ans, et la moitié étaient des femmes. 
En 2008 36 des 57 millions de morts dans le monde (63 %) étaient dus à des MNT.  
En 2016, environ 40,5 millions (71 %) des 56,9 millions de morts résultaient de MNT, avec environ 1,7 million de morts (4 % de tous les décès dus aux MNT) étant des moins de 30 ans. 15,2 millions (38 %) avaient de 30 à 70 ans, et 23,6 millions (58 %) étaient des personnes âgées (>70 ans) . Environ 32,2 millions de décès (80 %) étaient dus à un cancer, des maladies cardiovasculaires ou respiratoires chroniques ou au diabète) alors que les autres 8,3 millions (20 %) de morts de MNT étaient dus à d’autres maladies non transmissibles. 

pour les 186 pays et territoires couverts par des statistiques, les femmes (dans 164 pays, soit 88 % des pays) et les hommes (dans 165 pays, soit 89 % des pays) avaient une probabilité plus élevée de mourir d'une maladie non transmissible avant l'âge de 70 ans que de toutes les maladies transmissibles, maternelles, périnatales et nutritionnelles combinées.
De 2015 à 2030, la tendance est à l'augmentation des morts causées par les MNT de 52 millions/an, alors que les morts causées par les maladies infectieuses, les problèmes médicaux périnatals ou ceux liés à la grossesse et les déficiences nutritionnelles, devraient décliner de 7 millions par an pendant la même période.  
Ces maladies sont mieux soignées dans les pays riches, ce qui explique un risque de mortalité par MNT moindre dans les pays les plus riches de l'Asie-Pacifique, d'Europe occidentale et d'Australasie et au Canada, alors que ce même risque est le plus élevé en Afrique subsaharienne et - pour les hommes - en Asie centrale et en Europe de l'Est.

## Causes et facteurs de risque
Les facteurs de risque tel que les antécédents de la personne, le mode de vie et l'environnement sont connus pour augmenter les probabilités de développer certaines maladies non transmissible. Ils incluent l’âge, le sexe, la génétique, l’exposition à la pollution atmosphérique, et les conduites comme le tabagisme, la diététique et l'inactivité physique, qui peuvent mener à l’hypertension artérielle et à l'obésité, et puis une augmentation du risque des MNT. La plupart des MNT sont considérées comme pouvant être prévenues parce qu’elles sont causées par des facteurs de risque modifiables.
Le rapport de l’OMS sur la santé dans le monde de 2002 a identifié cinq facteurs de risque importants pour les maladies non transmissibles parmi les dix premiers risques pour la santé. Ceux-ci sont : une forte pression artérielle, un taux de cholestérol élevé, le tabagisme, la consommation d’alcool et le surpoids. Les conditions économiques et sociales de la personne, aussi connues comme déterminants sociaux de la santé constituent aussi un facteur de risque associé avec  une MNT.
On a estimé que, si les facteurs de risque primaires étaient éliminés, 80 % des cas de maladies cardiovasculaires, d’accidents vasculaires cérébraux et de diabète de type 2, et 40 % des cancers pourraient être prévenus.  Les interventions ciblant les facteurs de risque principaux pourraient avoir un impact significatif sur la réduction de la charge des maladies dans le monde. Il a été démontré que les efforts focalisés sur un meilleur régime alimentaire et une plus importante activité physique contrôlent la prévalence des MNT.

### Maladies liées à l'environnement
Les MNT comprennent les maladies liées à l'environnement, couvrant une large catégorie d'états de santé humains évitables ou inévitables causés par des facteurs externes, comme les radiations du soleil, la nourriture, la pollution, et les choix de mode de vie. Les maladies de l’aisance sont non infectieuses et ont des causes liées à l'environnement. Les exemples comprennent :
- Beaucoup de types de maladies cardiovasculaires (MCV).
- Les broncho-pneumopathie chronique obstructive (BPCO) causées par le tabagisme.
- Le diabète de type 2.
- La lombalgie causées par trop peu d'exercice.
- La malnutrition causée par un manque de nourriture, ou par une mauvaise alimentation (eg: le scorbut dû à une carence délétère en vitamine C).
- Le cancer de la peau causé par des radiations solaires.

### Maladies héréditaires
Les maladies génétiques sont causées par des erreurs dans l’information génétique qui produisent des maladies chez les personnes affectées.  Ces erreurs peuvent être:
- Des erreurs spontanées ou mutations du génome.
  - Un changement du nombre de chromosomes, comme le syndrome de Down.
  - Une anomalie au niveau d'un seul gène causée par une mutation.
  - Une augmentation de l’information génétique, comme le chimèrisme ou l'hétérochromie.

La mucoviscidose est un exemple de maladie héréditaire qui est causée par une mutation sur un gène. Le gène erroné altère le mouvement normal du chlorure de sodium vers l'intérieur ou l'extérieur des cellules, ce qui entraine la production d’un mucus anormalement épais dans les organes qui en sécrètent. Le gène est récessif, ce qui signifie qu’une personne doit avoir deux copies du gène erroné pour développer la maladie. La mucoviscidose affecte les systèmes respiratoire, digestif et reproducteur, et aussi les glandes qui sécrètent la sueur. Le mucus sécrété est très épais et bloque les conduits dans les poumons et l’appareil digestif. Ce mucus cause des problèmes de respiration, de digestion et d’absorption de nutriments.
- Les erreurs génétiques héritées :
  - Les maladies génétiques autosomiques dominantes comme la maladie de Huntington où la présence d’un seul gène erroné est suffisante pour que le gène soit exprimé.
  - Les maladies génétiques autosomiques récessives, comme la maladie de Tay-Sachs où la présence de deux gènes erronés est nécessaire pour être exprimé.

## MNT et la santé mondiale
Désignées comme maladies du «mode de vie», car la majorité de ces maladies peut être prévenue, les causes les plus communes pour les maladies non transmissibles (MNT) comprennent le tabagisme, l’abus d’alcool, un régime alimentaire malsain (forte consommation en sucre, sel, graisses saturées et acides gras trans) et inactivité physique. Actuellement, les MNT tuent 36 millions de personnes par an, un nombre dont on attend, par certaines estimations, une augmentation de 17-24 % dans la prochaine décennie.
Historiquement, beaucoup de MNT étaient associées avec le développement économique et étaient ainsi appelées « maladies des riches ». Cependant, avec une estimation de 80 % des quatre principaux types de MNT — les maladies cardiovasculaires, les cancers, les maladies respiratoires chroniques et le diabète — survenant maintenant dans les pays à revenus faibles ou moyens, et avec deux-tiers des personnes touchées par le diabète vivant à présent dans les pays en voies de développement, les MNT ne peuvent plus être considérées comme touchant seulement les sociétés aisées,.Comme indiqué précédemment, en 2008 seulement, les MNT étaient la cause de 63 % des morts dans le monde; un nombre dont on attend une augmentation considérable dans le futur proche si aucune mesure n’est prise.

### Prévalence
Si les tendances de croissance actuelles sont maintenues, avant 2020, 7 morts sur 10 seront attribuées aux MNT dans les pays en voie de développement, tuant 52 millions de personnes par an dans le monde d’ici a 2030. 
Les pays les plus riches et industriels sont les plus concernés : vers 2015 (sur la base des statistiques de 186 pays de 2010 à 2016), c'est au Royaume-Uni, aux États-Unis et en Chine qu'on risque le plus de mourir prématurément (avant 70 ans) de cancer, d'affections cardiovasculaires, dont AVC, devant l'Italie, la France, la Corée du Sud et l'Australie.

### Priorité sanitaire pour l'OMS
Ces statistiques ont poussé l’OMS  et le Réseau pour le développement humain de la Banque mondiale à faire de la prévention et du contrôle des MNT une priorité de santé mondiale. 
Si les responsables politiques, les entreprises et les communautés se mobilisent et font de « la prévention et des traitements ciblés de telles maladies une priorité », des mesures durables pourraient stabiliser (et à la longue inverser) ce problème sanitaire émergent. Des mesures potentielles, discutées actuellement par l’OMS et l’Organisation des Nations unies pour l’alimentation et l’agriculture sont de réduire les teneurs en sel dans la nourriture, de limiter la publicité pour des nourritures malsaines, l'alcool, et les boissons sucrées, d'imposer des contrôles sur les effets néfastes de la consommation d’alcool, d'augmenter les taxes sur le tabac et de légiférer contre le tabagisme dans les lieux publics.

### Les MNT et les Nations unies
L’Organisation mondiale de la santé est l’agence spécialisée des Nations unies (ONU) qui agit comme autorité coordinatrice sur les problèmes internationaux de santé publique, comprenant les MNTs. En mai 2008, les 193 États Membres de l’OMS ont approuvé un plan de six ans pour s’attaquer aux maladies non transmissibles, spécialement l’augmentation rapide de la charge dans les pays à faibles et moyens revenus. Le plan appelle à augmenter la priorité donnée aux MNT dans le travail de développement international.
Pendant la 64e session de l’assemblée générale des Nations unies en 2010, une résolution a été passée, elle appelle à convoquer une réunion de haut-niveau de l’assemblée générale sur la prévention et le traitement des MNT, avec la participation des chefs d'État et de gouvernement.  La résolution encourage aussi les États membres de l'ONU à s’attaquer aux problèmes des maladies non transmissibles au Sommet de révision de 2010 pour les Objectifs du millénaire pour le développement.
En septembre 2011, les Nations unies accueillent leur premier Sommet spécial de l’assemblée générale sur le problème des MNT. Notant que les MNT sont la cause de quelque 35 millions de morts par an, la communauté international est de plus en plus appelée à prendre des mesures importantes pour la prévention et le contrôle des maladies non transmissible, et d'atténuer leurs impacts sur la population mondiale, spécialement sur les femmes, qui s’occupent généralement des enfants et de ceux qui sont dans le besoin. Un objectif de développement durable (ODD) est relatif à ce sujet (cible 3.4 ; réduire d'un tiers par rapport aux niveaux de 2015 la probabilité de mourir entre 30 et 70 ans de cancer, maladies cardiovasculaire, maladie respiratoire chronique ou diabète avant 2030).

### Réseau mondial de lutte contre les maladies non transmissibles (NCDnet)
De manière à mieux coordonner les efforts dans le monde, en 2009 l’OMS a annoncé le lancement du Réseau mondial de lutte contre les maladies non transmissibles (NCDnet). NCDnet sera former d’organisation de santé de premier plan et d’experts du monde entier de manière à combattre des maladies telles que le cancer, les maladies cardiovasculaires, et le diabète.  Ala Alwan, sous-directeur général pour les maladies non transmissibles et la santé mentale à l’OMS, disait : « intégrer la prévention des maladies et blessures non transmissibles à l'ordre du jour du développement national et international n’est pas seulement possible mais aussi une priorité pour les pays en voies de développement ».

### NCD Alliance
La NCD Alliance est un partenariat mondial fondé en mai 2009 par quatre fédérations internationales représentant les maladies cardiovasculaires, le diabète, le cancer, et les maladies respiratoires chroniques. La NCD Alliance rassemble à peu près 900 associations nationales membres pour lutter contre les maladies non transmissibles.   
Les buts à long terme de l’Alliance sont :
1. MNT/maladies plans nationaux pour tous ;
2. un monde sans tabac ;
3. de meilleurs niveaux de vie ;
4. des systèmes de santé renforcés ;
5. accès partout dans le monde à des médicaments et technologies abordables et de bonne qualité ;
6. droits de l’homme pour les gens souffrant de MNT.

## Économie des MNT
Précédemment, les MNT chroniques étaient considérées comme un problème limité aux pays à hauts revenus, alors que les maladies infectieuses semblaient toucher les pays à faibles revenus. La charge des maladies attribuée aux MNT a été estimée à 85 % dans les pays industrialisés, à 70 % dans les pays à revenus moyens, et à presque 50 % dans les pays avec les plus faibles revenus nationaux. En 2008, les MNT chroniques comptaient pour plus de 60 % (plus de 35 millions) des 57 millions de morts dans le monde.  Étant donné la distribution de la population mondiale, presque 80 % des morts causées par les MNT chroniques dans le monde se produisent maintenant dans les pays à faibles et moyens revenus, alors que seulement 20 % se produisent dans les pays à revenus élevés.
Les économies nationales sont rapportées souffrir des pertes significatives à cause des morts prématurées ou à cause de l'incapacité à travailler pour cause de maladies cardiovasculaires, d’accidents vasculaires cérébraux et de diabète.  Par exemple, la Chine devrait perdre à peu près 558 milliards de dollars en revenu national entre 2005 et 2015 à cause de morts prématurées. En 2005, les maladies cardiovasculaires, les accidents vasculaires cérébraux et le diabète ont causé une perte de revenu national, estimée en dollar international, de 9 milliards en Inde et de 3 milliards au Brésil.

### Absentéisme et présentéisme
La charge des MNT chroniques comprenant les états de santé mentale est ressentie dans les milieux de travail de par le monde, particulièrement à cause des niveaux élevés d'absentéisme, ou d’absence au travail pour cause de maladie, et le présentéisme, ou productivité perdue du personnel venant au travail et performant inférieurement à la norme à cause d’une mauvaise santé. Par exemple, le Royaume-Uni a perdu à peu près 175 millions de journées de travail en 2006 en raison d’absences liées à la maladie parmi une population active de 37,7 millions de personnes. Le coût estimé des absences pour cause de maladie était supérieur à 20 milliards de livres sterling la même année.Le coût causé par le présentéisme est probablement encore plus important, bien que des méthodes analysant les impacts du présentéisme soient encore en voie de développement. Les méthodes pour analyser les impacts des MNT dans divers milieux de travail par rapport aux autres types d'états médicaux sont aussi en cours d'élaboration.

## Principales MNT

### Cancer
Pour la grande majorité des cancers, les facteurs de risques sont liés à l'environnement ou au mode de vie; par conséquent les cancers peuvent dans l’ensemble être évités. Plus de 30 % des cancers peuvent être prévenus en évitant les facteurs de risque comme: le tabac, le surpoids ou l’obésité, une alimentation pauvre en fruits et légumes, l’inactivité physique, l’alcool, les maladies sexuellement transmissibles, et la pollution atmosphérique. Des agents infectieux sont responsables de certains cancers, par exemple presque tous les cancers du col de l'utérus sont causés par une infection du Papillomavirus humain.

### Maladies cardio-vasculaires
Les premières études sur la santé cardiovasculaire ont été effectuées en 1949 par Jerry Morris en utilisant des données de santé au travail et ont été publiées en 1958. Les causes, la prévention, et/ou le traitement de toutes les formes de maladies cardio-vasculaires reste un champ actif de la recherche biomédicale, avec des centaines d'études scientifiques publiées chaque semaine. Une tendance a émergé, particulièrement au début des années 2000, dans laquelle beaucoup d'études ont révélé un lien entre la restauration rapide et une augmentation des maladies cardio-vasculaires. Ces études comprennent celles conduites par le Ryan Mackey Memorial Research Institute, à l'université Harvard et le Sydney Center pour les maladies cardio-vasculaires.  Beaucoup de chaines de restauration rapide, en particulier McDonald, ont contesté les méthodes utilisées dans leurs études et ont répondu avec des options de menu plus saines.
Une emphase assez récente est mise sur le lien entre les inflammations de bas-grade qui marquent l'athérosclérose et ses possibles interventions. La protéine C réactive (CRP) est un marqueur inflammatoire qui est présent à des niveaux élevés chez les patients à risque cardiovasculaire. Aussi l’ostéoprotégérine qui est associée à la régulation d’un facteur de transcription appelé NF-κB a été prouvée comme étant un facteur de risque de maladies cardiovasculaires et de mortalité,.

### Diabète
Le diabète mellite est une MNT qui peut être dans la plupart des cas prévenue et contrôlée, mais elle est difficile à traiter. Le contrôle consiste à garder le taux de sucre dans le sang aussi près de la normale que possible (« euglycémie ») sans soumettre un patient au danger. Ceci peut se faire généralement avec un contrôle étroit du régime alimentaire, de l'exercice, et une utilisation de médicaments appropriés (l'insuline seulement dans le cas de diabète mellite de type 1). La prise de médicaments par voie orale peut être aussi utilisée dans le cas de diabète de type 2, tout comme l'insuline.
L'éducation du patient, la compréhension, et la participation est essentielle car les complications liées au diabète sont beaucoup moins communes et moins sévères chez les personnes qui ont un taux de sucre dans le sang bien contrôlé,.
D’autres problèmes de santé peuvent accélérer les effets délétères du diabète. Ils comprennent le tabagisme, des taux élevés de cholestérol, l'obésité, une hypertension artérielle, et un manque d'exercice régulier.

### Insuffisance rénale chronique
Bien que l'insuffisance rénale chronique (IRC) ne soit pas actuellement identifiée comme une cible principale de l’OMS pour le contrôle des MNT, il y a des preuves convaincantes que les IRC sont non seulement communes, nocives et pouvant être traitées, mais aussi sont des facteurs majeurs contribuant à l’incidence et aux conséquences d’au moins trois des maladies ciblées par l’OMS (le diabète, l’hypertension artérielle et les maladies cardiovasculaires (MCV)).
L’IRC prédispose à l’hypertension et aux MCV; le diabète, l’hypertension artérielle et les MCV sont toutes des causes majeures d’IRC ; et des risques majeurs pour le diabète, l’hypertension artérielle et les MCV (tel que l'obésité et le tabagisme) causent aussi ou exacerbent les IRC. De plus, parmi les gens souffrant du diabète, d’hypertension artérielle ou de MCV, le sous-ensemble qui aussi a une IRC, a un risque très élevé de conséquences néfastes et un cout élevé de soin sanitaire.  Ainsi, les IRC, le diabète et les MCV sont des problèmes médicaux étroitement associés qui coexistent souvent, partagent des facteurs de risque et des traitements communs, et qui bénéficieraient d’une approche de prévention et de contrôle coordonnée globale.